# Prospect Heights
Prospect Heights és una població dels Estats Units a l'estat d'Illinois. Segons el cens del 2000 tenia 17.081 habitants.

## Demografia
Segons el cens del 2000, Prospect Heights tenia 17.081 habitants, 6.379 habitatges, i 4.433 famílies. La densitat de població era de 1.548,1 habitants/km².
Dels 6.379 habitatges en un 31,9% hi vivien nens de menys de 18 anys, en un 57,1% hi vivien parelles casades, en un 7,6% dones solteres, i en un 30,5% no eren unitats familiars. En el 25,1% dels habitatges hi vivien persones soles el 8,7% de les quals corresponia a persones de 65 anys o més que vivien soles. El nombre mitjà de persones vivint en cada habitatge era de 2,68 i el nombre mitjà de persones que vivien en cada família era de 3,21.
Per edats la població es repartia de la següent manera: un 24,2% tenia menys de 18 anys, un 9,2% entre 18 i 24, un 33,4% entre 25 i 44, un 21,7% de 45 a 60 i un 11,4% 65 anys o més.
L'edat mediana era de 35 anys. Per cada 100 dones de 18 o més anys hi havia 102,6 homes.
La renda mediana per habitatge era de 55.641 $ i la renda mediana per família de 63.382 $. Els homes tenien una renda mediana de 40.317 $ mentre que les dones 32.455 $. La renda per capita de la població era de 28.200 $. Aproximadament el 3,7% de les famílies i el 4,3% de la població estaven per davall del llindar de pobresa.

## Poblacions properes
El següent diagrama mostra les poblacions més properes.